# Joseph-Ferdinand d'Aspremont Lynden
Joseph Ferdinand Gobert d'Aspremont Lynden (Barvaux, 11 februari 1784 - Haltinne, 21 juli 1843) was de stamvader van de familie d'Aspremont Lynden na de jaren van de Franse Revolutie.

## Levensloop
Joseph d'Aspremont was een telg uit het geslacht D'Aspremont Lynden en een zoon van graaf François-Maximilien d'Aspremont, heer van Barvaux, lid van de adel in de Staten van Luik, gouverneur van het markizaat Franchimont, en van Marie-Thérèse de Wal.
Hij trouwde in 1812 met Charlotte van der Straten Wallay (1792-1854) en ze kregen zes kinderen van wie alleen de oudste, François d'Aspremont (1813-1858), voor afstammelingen zorgde. Hun tweede zoon was Guillaume d'Aspremont Lynden, die minister van Buitenlandse Zaken werd.
In 1816 kreeg d'Aspremont adelserkenning en benoeming in de Ridderschap van de provincie Namen. Hij kreeg de titel graaf, overdraagbaar op al zijn afstammelingen.
Onder die afstammelingen waren er verschillende die burgemeester werden van Barvaux-Condroz:
- Ferdinand-Gobert d'Aspremont Lynden (1848-1907);
- François d'Aspremont Lynden (1877-1970);
- Raoul d'Aspremont Lynden (1879-1961);
- Ferdinand d'Aspremont Lynden (1909-1969).

Er waren onder hen ook parlementsleden, ministers en diplomaten:
- Guillaume d'Aspremont Lynden, senator, minister van Buitenlandse Zaken;
- Charles d'Aspremont Lynden, senator, minister van landbouw;
- Harold d'Aspremont Lynden, senator, minister van Afrikaanse zaken;
- Gobert d'Aspremont Lynden, ambassadeur, grootmaarschalk van het hof;
- Geoffroy d'Aspremont Lynden, ambassadeur.